# Inimigos do Império
Ye yan (prt/bra: Inimigos do Império) é um filme chinês de 2006, dos gêneros drama, guerra e aventura, dirigido por Feng Xiaogang, com roteiro de Gangjian Qiu e Heyu Sheng baseado na peça Hamlet, de William Shakespeare.

## Sinopse
Ambientada na China antiga, no período das Cinco Dinastias e dos Dez Reinos (907-960), quando as dinastias se sucediam rapidamente ao norte e os estados independentes se digladiavam ao sul. Aproveitando-se dessas divisões internas, o vizinho Império Khitan se prepara para conquistar o país.

## Elenco
- Zhang Ziyi - Wan
- Ge You - Li
- Daniel Wu - Wu Luan
- Zhou Xun - Qing
- Ma Jingwu - Yin Taichang
- Huang Xiaoming - Yin Sun
- Zhou Zhonghe
- Zeng Qiusheng - Pei Hong
- Xu Xiyan - Ling